# José Moreira da Silva
José Moreira da Silva (Ponte Alta do Tocantins, 8 giugno 1953) è un vescovo cattolico brasiliano, dal 14 dicembre 2022 vescovo di Porto Nacional.

## Biografia
Nasce a Ponte Alta do Tocantins, nella microregione di Jalapão e diocesi di Porto Nacional, l'8 giugno 1953.

### Formazione e ministero sacerdotale
Compie gli studi di filosofia e teologia presso il seminario arcidiocesano Santo Antônio di Juiz de Fora, dal 1976 al 1981.
Viene ordinato presbitero il 17 gennaio 1982 incardinandosi nella diocesi di Porto Nacional.
Durante il suo ministero sacerdotale svolge i seguenti incarichi:
- vicario parrocchiale presso la parrocchia Nossa Senhora dos Remédios in Arraias (dal 1982 al 1984);
- parroco presso la parrocchia Nossa Senhora da Conceição in Campos Belos (dal 1984 al 1996);
- parroco presso la parrocchia Nossa Senhora D’Abadia in Gurupi (dal 1996 al 1999);
- parroco presso la cattedrale Nossa Senhora das Mercês in Porto Nacional (dal 1999 al 2006);
- parroco presso la parrocchia Nossa Senhora D’Abadia in Taguatinga (dal 2006 al 2007);
- amministratore parrocchiale presso la parrocchia Nossa Senhora Aparecida in Combinado (dal 2006 al 2007);
- parroco presso la parrocchia Santo Antônio in Gurupi (nel 2008).

Nella propria diocesi di appartenenza è, inoltre, vicerettore del seminario minore, coordinatore diocesano di pastorale, membro del collegio dei consultori, del consiglio presbiterale e del consiglio diocesano per gli affari economici.

### Ministero episcopale
Il 12 novembre 2008 papa Benedetto XVI lo nomina vescovo di Januária; riceve l'ordinazione episcopale il 17 gennaio 2009, nel piazzale antistante la cattedrale di Porto Nacional, dall'arcivescovo Lorenzo Baldisseri, nunzio apostolico in Brasile, co-consacranti Geraldo Vieira Gusmão, vescovo di Porto Nacional, Alberto Taveira Corrêa, arcivescovo metropolita di Palmas, e Romualdo Matias Kujawski, vescovo coadiutore di Porto Nacional.
Il 14 dicembre 2022 papa Francesco lo nomina vescovo di Porto Nacional; succede a Romualdo Matias Kujawski, dimessosi per raggiunti limiti di età dopo tredici anni di governo pastorale. Il 17 gennaio 2023 prende possesso della diocesi.
Ha compiuto due visite ad limina con i vescovi della Conferenza Episcopale Brasiliana, nel giugno 2010 e nell'ottobre 2022.

## Genealogia episcopale
La genealogia episcopale è:
- Cardinale Scipione Rebiba
- Cardinale Giulio Antonio Santori
- Cardinale Girolamo Bernerio, O.P.
- Arcivescovo Galeazzo Sanvitale
- Cardinale Ludovico Ludovisi
- Cardinale Luigi Caetani
- Cardinale Ulderico Carpegna
- Cardinale Paluzzo Paluzzi Altieri degli Albertoni
- Papa Benedetto XIII
- Papa Benedetto XIV
- Papa Clemente XIII
- Cardinale Marcantonio Colonna
- Cardinale Giacinto Sigismondo Gerdil, B.
- Cardinale Giulio Maria della Somaglia
- Cardinale Carlo Odescalchi, S.I.
- Vescovo Eugène de Mazenod, O.M.I.
- Cardinale Joseph Hippolyte Guibert, O.M.I.
- Cardinale François-Marie-Benjamin Richard
- Cardinale Pietro Gasparri
- Cardinale Clemente Micara
- Cardinale Antonio Samorè
- Cardinale Angelo Sodano
- Cardinale Lorenzo Baldisseri
- Vescovo José Moreira da Silva